# Cratere Achar
Achar  è un cratere sulla superficie di Marte che prende il nome dall'omonima città dell'Uruguay.